# Монасіпов Равіль Жакфарович
Равіль Жакфарович Монасіпов (нар. 27 травня 1967) — радянський та російський футболіст, півзахисник.

## Життєпис
Вихованець СДЮШОР профкому СЕПО Саратов, перший тренер — А. Суровцев. На дорослому рівні розпочав виступати в 1984 році в складі саратовського «Сокола». У 1986 році разом з клубом став переможцем зони 3 другої ліги СРСР, проте в фінальному турнірі «Сокіл» посів останнє місце в групі і не зміг перейти в першу лігу.
У 1989 році перейшов у волгоградський «Ротор», в складі якого провів 4 матчі у вищій лізі СРСР. У 1990 році повернувся в «Сокіл», а в 1991 році виступав за вінницьку «Ниву».
Після розпаду СРСР знову опинився в «Соколі», за який виступав протягом 5 років й провів 128 матчів (відзначився 32 голами) в першому дивізіоні Росії. Після відходу з команди продовжив виступати за клуби першого дивізіону, за наступні 2 роки змінив 4 клуби: «Енергія» (Камишин), «Сатурн» (Раменське), «Металург» (Липецьк) і «Газовик-Газпром» (Іжевськ). У 2000 році знову повернувся в «Сокіл» за який зіграв 4 матчі і став переможцем першого дивізіону, однак у Прем'єр-лізі з «Соколом» не зіграв. У 2001 році Монасіпов виступав за клуб другого дивізіону «Іскра» (Енгельс), після чого завершив кар'єру футболіста.
Після завершення кар'єри працював селекціонером і тренером саратовського «Сокола».

## Досягнення
«Сокіл» (Саратов)
- Друга ліга СРСР
  -  Чемпіон (1): 1986 (з-а зона)

- Перший дивізіон Росії
  -  Чемпіон (1): 2000